# Henry Callaway

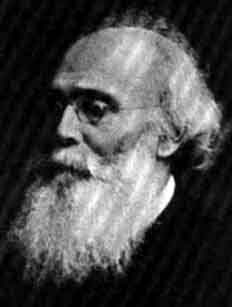
Henry Callaway

Henry Callaway (* 17. Januar 1817 in Lymington (entweder Hampshire oder Somerset); † 26. März 1890 in Ottery Saint Mary) war ein britischer Missionar der Church of England und von 1873 bis 1876 Bischof der Anglikanischen Diözese St. John’s, Kaffraria, in der Kapkolonie, Natal, Südafrika, die zur Church of the Province of Southern Africa (heute Anglican Church of Southern Africa gehört). Sein Hauptwerk beschreibt das religiöse System der Amazulu (Zulu), eine afrikanische Volksgruppe der Bantu. Callaway war eine der führenden Autoritäten zur Religion der Zulu.

## Hauptwerk
- The Religious System of the Amazulu: Izinyanga Zokubula; Or, Divination, As Existing Among The Amazulu, In Their Own Words, (Zulu). Natal: John A. Blair [u. a.]; Capetown: Juta; London: Trübner, 1870 (Schriftenreihe: Publications of the Folk-Lore Society for collecting and printing Relics of popular Antiquities; 15)[1]
- Nursery Tales, Traditions, and Histories of the Zulus (1868)

## Werke
Neben seinen Hauptwerken The Religious System of the Amazulu und Nursery Tales, Traditions, and Histories of the Zulus schrieb Callaway noch:
- Immediate Revelation (1841)
- The Way to Christ (1844)
- Memoir of James Parnell (1846)
- The Good Tidings of Great Joy (1854)
- The Last Word of "Modern Thought" (1866)
- Some Remarks on the Zulu Language (1870)
- A Sermon on the Ordination of Two Natives (1872)
- Kaffraria Church Mission (1874)
- A Fragment on Comparative Religion (1874)
- Missionary Sermons (1875)
- On the Religious Sentiment Amongst the Tribes of South Africa (1876)
- From Pondoland to Cape Town and Back (1877)
- A Brief Account of the Kaffraria Church Mission From 1874-1877 (1877)